# Hans Heinrich XVI. von Hochberg

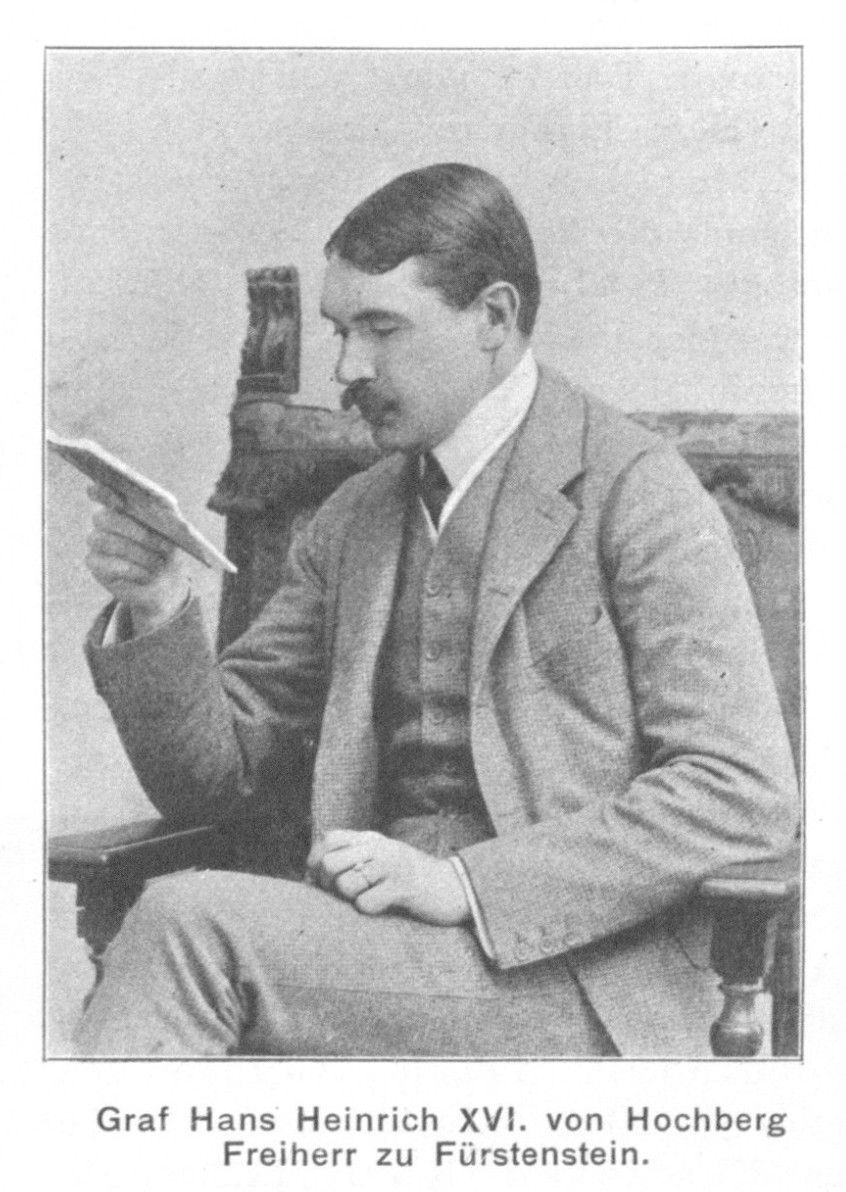
Hans Heinrich XVI. von Hochberg im Jahre 1903

Hans Heinrich XVI. Graf von Hochberg Freiherr zu Fürstenstein (* 19. Mai 1874 in Rohnstock; † 13. Februar 1933 in Berlin) war ein deutscher Gutsbesitzer und Landwirtschaftsfunktionär.

## Leben

Schloss Rohnstock

Hochberg entstammte einer schlesischen Adelsfamilie. Geboren als Sohn des Diplomaten, Intendanten und Komponisten Bolko von Hochberg erlangte Hans Heinrich von Hochberg das Abitur am Wilhelms-Gymnasium Berlin. Er studierte Rechtswissenschaften an den Universitäten Bonn, München und Breslau. 1894 wurde er Mitglied des Corps Borussia Bonn. Im Anschluss an das Studium trat er 1895 in das Regiment der Gardes du Corps ein. Ab 1902 wurde er zur Botschaft nach Rom als Gehilfe des Militärattaché kommandiert. Nach seiner Rückkehr übernahm er die Leitung seiner schlesischen Liegenschaften, insbesondere des Gräflich von Hochberg'schen Familienfideikommisses Rohnstocker Linie, das er 1926 erbte. Am Ersten Weltkrieg war er als Rittmeister der Reserve im Westen beteiligt, zuletzt beim Generalgouvernement in Brüssel eingesetzt.
Graf von Hochberg war Direktor der Oels-Militscher Fürstentumslandschaft. Er war Präsident des Schlesischen Fischereivereins, Vorsitzender des Verbandes Deutscher Karpfen- und Schleienproduzenten e. V. und Mitglied des Fischereiausschusses der Hauptlandwirtschaftskammer.